# Регулярный спутник

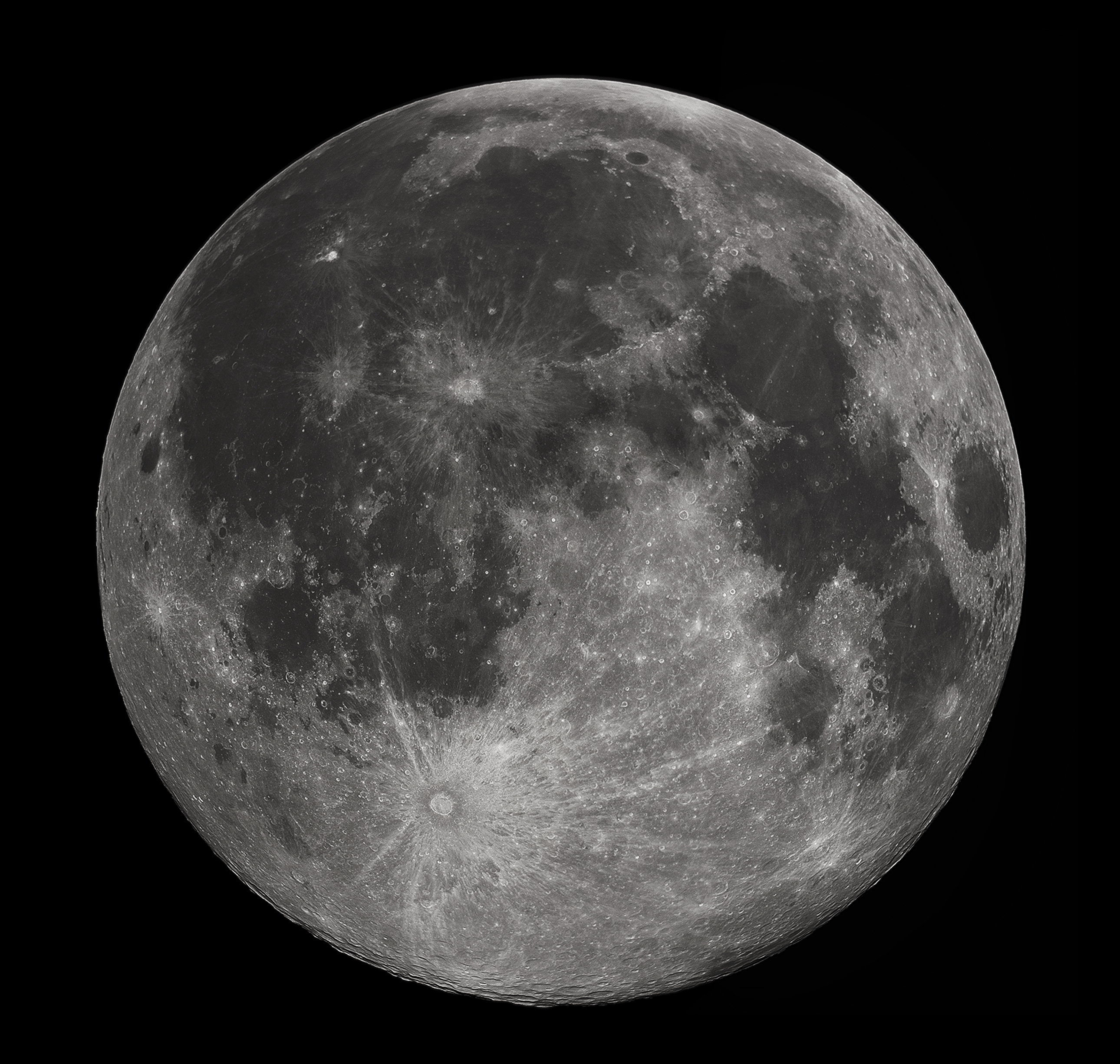
Луна является регулярным спутником Земли, но имеет достаточно большой эксцентриситет орбиты

Регулярный спутник — спутник планеты с относительно близкой к планете орбитой. У орбиты таких спутников очень маленький наклон и эксцентриситет, а также спутники не движутся в обратном направлении. Считается что такие спутники были не захвачены, как нерегулярные спутники, а сформированы возле планеты.
В Солнечной системе насчитывается как минимум 57 регулярных спутников: Луна, 8 спутников у Юпитера, 23 у Сатурна (если не считать минилун), 18 у Урана и 7 у Нептуна (Тритон считается захваченным из пояса Койпера).